# 楢川村
楢川村（ならかわむら）は、長野県中部に位置していた木曽郡の村。
2005年4月1日、塩尻市に編入合併した。
村内の国道19号沿いに「是より南 木曽路」の碑があり、中山道の宿場として、贄川宿と奈良井宿があった。

## 地理
- 山: 高遠山
- 河川: 奈良井川
- 湖沼: ならい湖（奈良井ダム）

### 隣接していた自治体
- 伊那市、塩尻市
- 木曽郡：木祖村、日義村
- 東筑摩郡：朝日村
- 上伊那郡：辰野町、南箕輪村

## 歴史
- 1889年（明治22年）4月1日 - 町村制の施行により、西筑摩郡奈良井村及び贄川村の区域をもって、西筑摩郡楢川村が発足する。
- 1968年（昭和43年）5月1日 - 西筑摩郡が名称を変更して、木曽郡となる。
- 2005年（平成17年）4月1日 - 木曽郡楢川村が塩尻市に編入する。

## 経済

### 産業
- 伝統産業：木曽漆器

## 姉妹都市・提携都市

### 国内
- 袋井市（静岡県）
  - 2001年10月28日友好都市提携

## 地域

### 教育
- 楢川村立楢川中学校
- 楢川村立楢川小学校
- 楢川村立贄川小学校

## 交通

### 鉄道路線
- 中央本線（贄川駅、木曽平沢駅、奈良井駅）

### 路線バス
- 楢川村営バス

### 道路
- 国道19号
- 国道361号

## ゆかりの人物
- 荻村伊智朗（元卓球選手） - 祖父が楢川村出身。自身も死後に名誉村民に推挙。

## 名所・旧跡・観光スポット・祭事・催事
- 鳥居峠
- 木曽漆器館

## 主な神社
贄川
- 麻衣廻神社

平沢
- 諏訪神社

奈良井
- 鎮神社

## 寺院
贄川
- 観音寺
- 鴬着寺

奈良井
- 大寶寺
- 淨龍寺
- 専念寺
- 法然寺
- 長泉寺